# Воскресенский собор (Почеп)
Воскресенский собор (Храм Воскресения Христова) — православный храм в городе Почепе Брянской области. Относится к Клинцовской епархии Русской православной церкви.

## История
Собор возведён на месте деревянной церкви, построенной в 1715 году. Собор построен в 1765—1771 годах на средства гетмана Войска Запорожского графа Кирилла Разумовского под руководством местного архитектора А. Г. Яновского. Проект храма разработал А. Ринальди, по другой версии, Жан-Батист Валлен-Деламот. Здание входило в состав дворцового ансамбля, погибшего во время Великой Отечественной войны.
Во время Гражданской войны был разграблен красноармейцами. В 1934—1937 годах в соборе служили протоиерей Исаак Козлов и протоиерей Леонид Лапчинский, старостой храма являлся Ефрем Медведев. В 1937 году они были арестованы и расстреляны, а храм закрыт. Во время немецкой оккупации церковь открыли, но после окончания войны она была закрыта вновь. В 1990 году в храме снова возобновились богослужения. В 1999 году из московских реставрационных мастерских были возвращены иконы иконостаса.

## Архитектура
Храм представляет собой двухэтажное кирпичное строение в переходном от барокко к раннему классицизму стиле. Основной объём имеет форму латинского креста. Северный, восточный и южный рукава закруглены. Над средокрестием возвышается небольшой четверик, увенчанный яйцевидным куполом. На куполе размещён двусветный цилиндрический барабан с полусферическим покрытием. К трапезной храма примыкает высокая четырёхъярусная колокольня.
Двухъярусный иконостас выполнен по рисунку Бартоломео Растрелли. Иконы для него написал Г. Стеценко, придворный художник К. Г. Разумовского. Некоторые детали иконостаса были утрачены.